# Puerta de Guadalajara
La puerta de Guadalajara (o Guadalaxara) fue una de las principales entradas en la primera muralla del primitivo Madrid, orientada al este, y abierta entre la Cava de San Miguel y la calle de los Milaneses, en el trayecto que ocupa la calle Mayor. Levantada en el siglo xii y reconstruida por capricho de Carlos I de España en 1536 y 1538, fue destruida por un incendio en 1582, provocado por las luminarias que se colocaron en ella para celebrar la victoria del hijo de aquel, Felipe II, sobre Portugal.

## Historia
Ramón Mesonero Romanos desconfía de la atribución del origen de esta puerta a romanos y godos, reconociéndola, por su nombre y tipo de construcción, como obra morisca.
Puerta principal del recinto amurallado en su lado oriental, que unía la Villa de Madrid con las poblaciones de Alcalá y Guadalajara, se diferencian a lo largo de su historia la puerta mora, hasta 1536, y la plateresca que la sustituyó hacia 1538.

## Descripciones
La descripción de la primera puerta conocida, como todas las del «llamado segundo recinto», estaba construida en doble codo y protegida por dos torres fuertes, siguiendo el modelo musulmán. Se describen detalles ya en 1271 y por su valor defensivo durante las escaramuzas entre partidarios de doña Juana y doña Isabel y el reinado de Enrique IV de Castilla.
Más detallada es la descripción —citada por cronistas e historiadores— que hizo en su Real apparato y sumptuoso recebimiento...», publicado en 1572, el maestro Juan López de Hoyos, y que Mesonero reprodujo así:

«Puerta de Guadalajara y su ornato »
Llegando a esta puerta, que es de la soberbia y antiquísima muralla, se le ofreció toda renovada desde su planta hasta la punta de las pirámides de los capiteles. Ésta tiene dos torres colaterales fortísimas, de pedernal, aunque antiguamente tenía dos caballeros, a los lados inexpugnables; la puerta, pequeña, la cual hacía tres vueltas, como tan gran fortaleza. Estos se derribaron para ensanchar la puerta y desenfadar este paso, porque es de gran frecuencia y concurso. Estas torres o cubos en que al presente están hacen una agradable y vistosa puerta de veinte pies de hueco con su dupla proporción de alto, y en la vuelta que el arco de la bóveda hace, todo de sillería berroqueña fortísima, hace un tránsito de la una torre a la otra, con unas barandas y balaustres de la misma piedra, todos los cuales se doraron. Sobre este tránsito se levanta otro arco de bóveda, que hace una hermosa y rica capilla, toda la cual está canteada de oro, y se hizo un altar con una imagen de Nuestra Señora con J. C. N. S. en los brazos, de todo relievo o, como el vulgo dice, de bulto, todo maravillosamente dorado y adornado con muchos brutescos. Esta imagen está en un encasamento que hace una muy devota capilla, y, acompaña mucho la imagen con todo buen ornato de sus términos y frontispicios dorados. Sobre esto, en un encaje que hace otra manera de baranda, está el Ángel de la Guarda, que los antiguos llamaban tutelar, porque guarda y ampara al pueblo de los ángeles malos. El cual tiene en la mano derecha una espada desnuda, y al otro lado un modelo de Madrid de todo relievo.
 Sobre todo lo dicho, en contorno de todas las torres viene una baranda de hierro bien formada. De enmedio, de esta fábrica suben tres torres con tres pirámides, que el vulgo llama chapiteles. Éstos son de grande altura, muy resplandecientes, porque todos son de hoja de hierro colado, y cada uno tiene cuatro chapiteles pequeños; a sus cuatro ángulos de sus remates tiene cada uno un globo y por lo alto tienen los de enmedio unas cruces con sus velas doradas, que suben sus globos o acroterías; esto es, en los colaterales, en los cuales hay diez chapiteles. La torre de enmedio sube algo más con toda buena proporción de arquitectura. En el remate de ésta de los cuatro ángulos suben cuatro columnas de mármol muy bien estriadas. Sobre éstas se levanta otro chapitel de maravillosa fábrica y singular artificio, en medio del cual, en el hueco que hacen las columnas, pende el reloj, que es una maravillosa campana, que se oye tres leguas en contorno del pueblo. Éste también tiene su cruz y vela dorada, con las armas de Madrid sobre los globos y acroterías. Este es un cimborrio que levanta por alto treinta y seis pies, es sexevado y va en
diminución como pirámide. Tiene a los cuatro ángulos otras cuatro pirámides pequeñas de a doce pies de alto; en los huecos de las torres se pusieron cuatro colosos, hechos de todo relievo, representando unos gigantes de grande altura, con sus guirnaldas de laurel y bastones en las manos: miran por la delantera y el reverso de estas torres a, la mano índice, que señala las horas en el reloj, porque es de singular artificio que a dos haces se parece, con que hace una agradable y muy suntuosa perspectiva, y el pueblo tiene mucho ornato.
Juan López de Hoyos (trascripción de Mesonero Romanos) 

En 1538 Carlos I de España ordenó la demolición de la puerta musulmana medieval a pesar de la oposición del Concejo de Madrid. Fueron los hermanos alarifes Antonio y Diego Sillero, quienes levantaron una nueva de estilo plateresco, más ancha y con dos torres y arco de medio punto. Cargada de festivas luminarias ordenadas por el corregidor Luis Gaytán de Ayala, quedó destruida a causa de un incendio durante la celebración de la victoria de los ejércitos de Felipe II sobre el pretendiente de Portugal. Ha quedado noticia varia de proyectos de su reconstrucción, como el presentado por Francisco de Mora en 1597, desestimados por su perdida utilidad. Sin embargo, se seguiría llamando puerta de Guadalajara a todo el sector.